# Campeonato Argentino de Rugby 1966
El Campeonato Argentino de Rugby de 1966 fue la vigésimo-segunda edición del torneo de uniones regionales organizado por la Unión Argentina de Rugby. Se llevó a cabo entre el 25 de mayo y el 17 de agosto de 1966. 
A partir de esta edición, las fases definitorias (semifinales y final) pasaron a disputarse en una sede fija rotativa, con la edición inaugural siendo disputada en San Miguel de Tucumán en honor al sesquicentenario de la firma de la Declaración de independencia de la Argentina. Los partidos se disputaron en las instalaciones del Departamento de Educación Física de la Universidad Nacional de Tucumán, también conocida como la Escuela Universitaria de Educación Física (EUDEF).
Este torneo produjo dos hitos para la unión local: la Unión de Rugby del Norte adquirió su nombre definitivo de la Unión de Rugby de Tucumán y su seleccionado alcanzó por primera vez la final del campeonato al derrotar en semifinales al campeón defensor, la Unión de Rugby de Rosario. Tras empatar 0-0 en tiempo extra, el ganador se definió arrojando una moneda al aire, caso único en la historia del torneo.

## Equipos participantes
Participaron de esta edición doce equipos: once uniones provinciales y la Unión Argentina de Rugby, representada por el equipo de Buenos Aires. 
| Equipo         | Unión                                                |
| -------------- | ---------------------------------------------------- |
| Alto Valle     | Unión de Rugby del Alto Valle de Río Negro y Neuquén |
| Buenos Aires   | Unión Argentina de Rugby                             |
| Córdoba        | Unión Cordobesa de Rugby                             |
| Cuyo           | Unión de Rugby de Cuyo                               |
| Mar del Plata  | Unión de Rugby de Mar del Plata                      |
| Nordeste       | Unión de Rugby del Nordeste                          |
| Rosario        | Unión de Rugby de Rosario                            |
| San Juan       | Unión Sanjuanina de Rugby                            |
| Santa Fe       | Unión Santafesina de Rugby                           |
| Sur            | Unión de Rugby del Sur                               |
| Tucumán        | Unión de Rugby de Tucumán                            |
| Valle de Lerma | Unión de Rugby del Valle de Lerma                    |

## Partidos
|  | Rueda Preliminar          | Rueda Preliminar          | Rueda Preliminar          |                |    | Cuartos de final | Cuartos de final | Cuartos de final |  |         | Semifinal          | Semifinal          | Semifinal          |   |  | Final        | Final        | Final        |  |
|  | 25 de mayo al 20 de junio | 25 de mayo al 20 de junio | 25 de mayo al 20 de junio |                |    | 17 de julio      | 17 de julio      | 17 de julio      |  |         | 13 al 14 de agosto | 13 al 14 de agosto | 13 al 14 de agosto |   |  | 17 de agosto | 17 de agosto | 17 de agosto |  |
|  |                           |                           |                           |                |    |                  |                  |                  |  |         |                    |                    |                    |   |  |              |              |              |  |
|  |                           |                           |                           |                |    |                  |                  |                  |  |         |                    |                    |                    |   |  |              |              |              |  |
|  | Tucumán                   | Tucumán                   | bye                       |                |    |                  |                  |                  |  |         |                    |                    |                    |   |  |              |              |              |  |
|  | Tucumán                   | Tucumán                   | bye                       |                |    |                  |                  |                  |  |         |                    |                    |                    |   |  |              |              |              |  |
|  |                           |                           |                           |                |    |                  |                  |                  |  |         |                    |                    |                    |   |  |              |              |              |  |
|  |                           | Tucumán                   | Tucumán                   | 17             |    |                  |                  |                  |  |         |                    |                    |                    |   |  |              |              |              |  |
|  |                           |                           |                           | 17             |    |                  |                  |                  |  |         |                    |                    |                    |   |  |              |              |              |  |
|  |                           |                           | Valle de Lerma            | Valle de Lerma | 8  |                  |                  |                  |  |         |                    |                    |                    |   |  |              |              |              |  |
|  | Nordeste                  | Nordeste                  | Valle de Lerma            | Valle de Lerma | 8  | 6                |                  |                  |  |         |                    |                    |                    |   |  |              |              |              |  |
|  | Nordeste                  | Nordeste                  |                           |                |    |                  |                  |                  |  |         |                    |                    |                    |   |  |              |              |              |  |
|  | Valle de Lerma            | Valle de Lerma            | 15                        |                |    |                  |                  |                  |  |         |                    |                    |                    |   |  |              |              |              |  |
|  | Valle de Lerma            | Valle de Lerma            | 15                        |                |    |                  |                  |                  |  | Tucumán | Tucumán            | 0                  |                    |   |  |              |              |              |  |
|  |                           |                           |                           |                |    |                  |                  |                  |  | Tucumán | Tucumán            | 0                  |                    |   |  |              |              |              |  |
|  |                           |                           | Rosario                   | Rosario        | 0  |                  |                  |                  |  |         |                    |                    |                    |   |  |              |              |              |  |
|  | Sur                       | Sur                       | Rosario                   | Rosario        | 0  | bye              |                  |                  |  |         |                    |                    |                    |   |  |              |              |              |  |
|  | Sur                       | Sur                       |                           |                |    |                  |                  |                  |  |         |                    |                    |                    |   |  |              |              |              |  |
|  |                           |                           |                           |                |    |                  |                  |                  |  |         |                    |                    |                    |   |  |              |              |              |  |
|  |                           | Sur                       | Sur                       | 0              |    |                  |                  |                  |  |         |                    |                    |                    |   |  |              |              |              |  |
|  |                           |                           |                           | 0              |    |                  |                  |                  |  |         |                    |                    |                    |   |  |              |              |              |  |
|  |                           |                           | Rosario                   | Rosario        | 26 |                  |                  |                  |  |         |                    |                    |                    |   |  |              |              |              |  |
|  | Rosario                   | Rosario                   | Rosario                   | Rosario        | 26 | w.o.             |                  |                  |  |         |                    |                    |                    |   |  |              |              |              |  |
|  | Rosario                   | Rosario                   |                           |                |    |                  |                  |                  |  |         |                    |                    |                    |   |  |              |              |              |  |
|  | San Juan                  |                           |                           |                |    |                  |                  |                  |  |         |                    |                    |                    |   |  |              |              |              |  |
|  |                           |                           |                           |                |    |                  |                  |                  |  |         |                    | Tucumán            | Tucumán            | 3 |  |              |              |              |  |
|  |                           |                           |                           |                |    |                  |                  |                  |  |         |                    |                    |                    | 3 |  |              |              |              |  |
|  |                           |                           | Buenos Aires              | Buenos Aires   | 38 |                  |                  |                  |  |         |                    |                    |                    |   |  |              |              |              |  |
|  | Mar del Plata             | Mar del Plata             | Buenos Aires              | Buenos Aires   | 38 | bye              |                  |                  |  |         |                    |                    |                    |   |  |              |              |              |  |
|  | Mar del Plata             | Mar del Plata             |                           |                |    |                  |                  |                  |  |         |                    |                    |                    |   |  |              |              |              |  |
|  |                           |                           |                           |                |    |                  |                  |                  |  |         |                    |                    |                    |   |  |              |              |              |  |
|  |                           | Mar del Plata             | Mar del Plata             | 0              |    |                  |                  |                  |  |         |                    |                    |                    |   |  |              |              |              |  |
|  |                           |                           |                           | 0              |    |                  |                  |                  |  |         |                    |                    |                    |   |  |              |              |              |  |
|  |                           |                           | Córdoba                   | Córdoba        | 5  |                  |                  |                  |  |         |                    |                    |                    |   |  |              |              |              |  |
|  | Córdoba                   | Córdoba                   | Córdoba                   | Córdoba        | 5  | 22               |                  |                  |  |         |                    |                    |                    |   |  |              |              |              |  |
|  | Córdoba                   | Córdoba                   |                           |                |    |                  |                  |                  |  |         |                    |                    |                    |   |  |              |              |              |  |
|  | Cuyo                      | Cuyo                      | 6                         |                |    |                  |                  |                  |  |         |                    |                    |                    |   |  |              |              |              |  |
|  | Cuyo                      | Cuyo                      | 6                         |                |    |                  |                  |                  |  | Córdoba | Córdoba            | 6                  |                    |   |  |              |              |              |  |
|  |                           |                           |                           |                |    |                  |                  |                  |  | Córdoba | Córdoba            | 6                  |                    |   |  |              |              |              |  |
|  |                           |                           | Buenos Aires              | Buenos Aires   | 17 |                  |                  |                  |  |         |                    |                    |                    |   |  |              |              |              |  |
|  | Santa Fe                  | Santa Fe                  | Buenos Aires              | Buenos Aires   | 17 | bye              |                  |                  |  |         |                    |                    |                    |   |  |              |              |              |  |
|  | Santa Fe                  | Santa Fe                  |                           |                |    |                  |                  |                  |  |         |                    |                    |                    |   |  |              |              |              |  |
|  |                           |                           |                           |                |    |                  |                  |                  |  |         |                    |                    |                    |   |  |              |              |              |  |
|  |                           | Santa Fe                  | Santa Fe                  | 6              |    |                  |                  |                  |  |         |                    |                    |                    |   |  |              |              |              |  |
|  |                           |                           |                           | 6              |    |                  |                  |                  |  |         |                    |                    |                    |   |  |              |              |              |  |
|  |                           |                           | Buenos Aires              | Buenos Aires   | 36 |                  |                  |                  |  |         |                    |                    |                    |   |  |              |              |              |  |
|  | Alto Valle                | Alto Valle                | Buenos Aires              | Buenos Aires   | 36 | 3                |                  |                  |  |         |                    |                    |                    |   |  |              |              |              |  |
|  | Alto Valle                | Alto Valle                |                           |                |    |                  |                  |                  |  |         |                    |                    |                    |   |  |              |              |              |  |
|  | Buenos Aires              | Buenos Aires              | 48                        |                |    |                  |                  |                  |  |         |                    |                    |                    |   |  |              |              |              |  |
|  | Buenos Aires              | Buenos Aires              | 48                        |                |    |                  |                  |                  |  |         |                    |                    |                    |   |  |              |              |              |  |
|  |                           |                           |                           |                |    |                  |                  |                  |  |         |                    |                    |                    |   |  |              |              |              |  |

### Rueda preliminar
| 20 de junio | Nordeste                              | 6 - 15 (t.e.) | Valle de Lerma                                                 | Resistencia,                    |                                 |
|             | Tries: R. Paiolli Penales: F. Peralta | Reporte       | Tries: H. Cornejo Penales: M. Gómez Drops: H. Cornejo J. Nucci | Árbitro(s): Eduardo A. Caniggia | Árbitro(s): Eduardo A. Caniggia |

|                                                                                 | Rosario | w.o.    | San Juan |  |  |
|                                                                                 |         | Reporte |          |  |  |
| La Unión Sanjuanina de Rugby cedió el encuentro a la Unión de Rugby de Rosario. |         |         |          |  |  |

| 19 de junio | Córdoba | 22 - 6  | Cuyo | Córdoba,                                 |                                          |
|             |         | Reporte |      | Árbitro(s): Lucas Glastra (Buenos Aires) | Árbitro(s): Lucas Glastra (Buenos Aires) |

| 25 de mayo | Alto Valle           | 3 - 48  | Buenos Aires | General Roca,                                  |                                                |
|            | Penales: N. Quintana | Reporte | Tries: H. Goti A. Rodríguez Jurado A. Pagano E. Poggi L. Gradín L. Varela C. Cornille N. González del Solar R. Loyola Conversiones: A. Pagano E. Poggi | Árbitro(s): Carlos M. Seminario (Buenos Aires) | Árbitro(s): Carlos M. Seminario (Buenos Aires) |

### Cuartos de final
| 17 de julio | Tucumán                                                             | 17 - 8  | Valle de Lerma                                               | Tucumán,                                    |                                             |
|             | Tries: H. Barbero Ghiringhelli Conversiones: J. Paz Penales: J. Paz | Reporte | Tries: M. Gómez Conversiones: M. Clement Penales: M. Clement | Árbitro(s): William E. Finnemore (San Juan) | Árbitro(s): William E. Finnemore (San Juan) |

| 17 de julio | Sur | 0 - 26  | Rosario                                                                                        | Bahia Blanca,                                     |                                                   |
|             |     | Reporte | Tries: G. Escobar A. Paván H. Rizzo M. Chesta Conversiones: J. Caballero Penales: J. Caballero | Árbitro(s): Carlos María Seminario (Buenos Aires) | Árbitro(s): Carlos María Seminario (Buenos Aires) |

| 17 de julio | Mar del Plata | 0 - 5   | Córdoba                                              | Mar del Plata,           |                          |
|             |               | Reporte | Tries: J. Ramírez Montrull Conversiones: F. Mezquida | Árbitro(s): Luis Contini | Árbitro(s): Luis Contini |

| 20 de junio | Santa Fe                            | 6 - 36  | Buenos Aires | Santa Fe, |  |
|             | Tries: M. Colucci Penales: D. Marín | Reporte | Tries: C. Cornille L. Gradín L. García Yáñez H. De Martini A. Pagano Conversiones: A. Pagano Penales: A. Pagano |           |  |

### Semifinales
| 13 de agosto                                                                             | Tucumán                       | 0 - 0 (t.e.) | Rosario                       | EUDEF, Tucumán                           |                                          |
|                                                                                          | Tries: Conversiones: Penales: | Reporte      | Tries: Conversiones: Penales: | Árbitro(s): Jorge Comotto (Buenos Aires) | Árbitro(s): Jorge Comotto (Buenos Aires) |
| Tras empatar en tiempo extra, la Unión de Rugby de Tucumán ganó el desempate por sorteo. |                               |              |                               |                                          |                                          |

| 14 de agosto | Córdoba              | 6 - 17  | Buenos Aires                                                                                     | EUDEF, Tucumán                          |                                         |
|              | Penales: F. Mezquida | Reporte | Tries: M. Pascual A. Pagano C. Cornille R. Loyola Conversiones: R. Cazenave Penales: R. Cazenave | Árbitro(s): Jorge Bordabehere (Rosario) | Árbitro(s): Jorge Bordabehere (Rosario) |

### Final
| 17 de agosto | Tucumán           | 3 - 38  | Buenos Aires                                                                                     | EUDEF, Tucumán                          |                                         |
|              | Penales: C. Ponce | Reporte | Tries: C. Cornille R. Cazenave D. Morgan B. Otaño Conversiones: R. Cazenave Penales: R. Cazenave | Árbitro(s): Jorge Bordabehere (Rosario) | Árbitro(s): Jorge Bordabehere (Rosario) |

|                      |
| Buenos Aires Campeón |
| Cuarto título        |